# Šuplja Lipa
Šuplja Lipa falu Horvátországban Belovár-Bilogora megyében. Közigazgatásilag Končanicához tartozik.

## Fekvése
Belovártól légvonalban 41, közúton 50 km-re délkeletre, Daruvártól légvonalban 6, közúton 9 km-re északra, községközpontjától légvonalban 5, közúton 7 km-re keletre, Nyugat-Szlavóniában, az Ilova bal oldali mellékvize, a Đurđička-patak partja feletti platón fekszik.

## Története
A település neve a régi térképeken még dűlőnévként szerepel. Jelentése szó szerint „lyukas hárs” melyet egy itt álló jellegzetes odvas hársfáról kaphatott. A 18. században a mai faluhelyén már egy major állt. 1774-ben az első katonai felmérés térképén „Shuplja Lippa” néven még majorként találjuk. A Magyar Királyságon belül Horvát–Szlavónország részeként, Pozsega vármegye Daruvári járásának része volt. 1857-ben 10, 1910-ben 75 lakosa volt. A 19. század végén és a 20. század elején az olcsó földterületek miatt és a jobb megélhetés reményében magyar és német lakosság telepedett le itt. 1910-ben a népszámlálás adatai szerint lakosságának 84%-a magyar, 11%-a német anyanyelvű volt. Az első világháború után 1918-ban az új szerb-horvát-szlovén állam, majd később (1929-ben) Jugoszlávia része lett.
A település 1941 és 1945 között a németbarát Független Horvát Államhoz, háború után a település a szocialista Jugoszláviához tartozott. A település 1991-től a független Horvátország része. 1991-ben lakosságának 96%-a horvát nemzetiségű volt. 2011-ben a településnek 186 lakosa volt.

## Lakossága
| Lakosság változása | Lakosság változása | Lakosság változása | Lakosság változása | Lakosság változása | Lakosság változása | Lakosság változása | Lakosság változása | Lakosság változása | Lakosság változása | Lakosság változása | Lakosság változása | Lakosság változása | Lakosság változása | Lakosság változása | Lakosság változása |
| ------------------ | ------------------ | ------------------ | ------------------ | ------------------ | ------------------ | ------------------ | ------------------ | ------------------ | ------------------ | ------------------ | ------------------ | ------------------ | ------------------ | ------------------ | ------------------ |
| 1857               | 1869               | 1880               | 1890               | 1900               | 1910               | 1921               | 1931               | 1948               | 1953               | 1961               | 1971               | 1981               | 1991               | 2001               | 2011               |
| 10                 | 0                  | 42                 | 34                 | 54                 | 75                 | 66                 | 100                | 482                | 491                | 441                | 380                | 282                | 283                | 218                | 186                |